# Eugen Büchner
Eugen Aleksander Büchner (ur. 20 marca 1861 – zm. 1913) – rosyjski zoolog, pochodzenia niemieckiego, specjalista z zakresu zoologii i systematyki ssaków i ptaków.